# 宮古島市立伊良部島小学校・中学校
宮古島市立伊良部島小学校・中学校（みやこじましりついらぶじましょうがっこう・ちゅうがっこう）は、沖縄県宮古島市伊良部（伊良部島）にある公立小中一貫校である。2019年4月に開校した。愛称は結の橋学園。

## 概要
伊良部島に所在する以下の4小中学校を統合して新設された施設一体型の小中一貫校である。
- 宮古島市立佐良浜小学校 - 宮古島市伊良部前里添717
- 宮古島市立伊良部小学校 - 宮古島市伊良部長浜1401
- 宮古島市立佐良浜中学校 - 宮古島市伊良部池間添1720
- 宮古島市立伊良部中学校 - 宮古島市伊良部国仲418

公募に応募された案から、校名は「伊良部島」、「海陽」（かいよう）、「結の橋」、「伊良部」の4案、愛称は「結の橋学園」、「虹の橋学園」、「海陽学園」の3案に絞られた上で、2014年12月25日の教育委員会定例会で、校名は宮古島市立伊良部島小学校・中学校に、愛称は結の橋学園に正式決定された。

## 教育
キャリア教育を中核とし、「国際理解・英語教育」、「ふるさと学習」、「道徳」に柱を置く。小中一貫教育を生かして、小学校1-4年の前期ブロック、小学校5年-中学1年の中期ブロック、中学2-3年の後期ブロックの3ブロックから成る4-3-2制を採る。

## 施設
校舎は旧佐良浜中学校の校地内の運動場側に整備された。敷地面積は2万8,000m2。校舎は2階建ての片廊下・回廊型で、校舎面積は6,000m2。
体育館は小中共用で2,500m2。中学校用にバスケットコート2面、小学校用にミニバスケットコート1面を確保する。2階には武道場が整備される。運動場も小中共用で200mトラックを有する。また、バスケットコート3面分の広さの野外広場が設けられる。

## 沿革
- 2019年（平成31年・令和元年）
  - 3月10日 - 佐良浜中学校・伊良部中学校閉校式挙行[4]。
  - 3月22日 - 佐良浜小学校・伊良部小学校閉校式挙行[5]。
  - 4月1日 - 開校[6]。
  - 4月8日 - 始業式挙行[7]。
  - 4月9日 - 入学式挙行[8]。
  - 5月26日 - 開校式挙行[9][10]。

## アクセス
- 共和バス「伊良部・佐良浜経由平良線（小中校廻り）」で、「佐良浜小中校前」停留所下車後、徒歩約500m・約8分。